# Polycarpaea tenuis
Polycarpaea tenuis är en nejlikväxtart som beskrevs av Philip Barker Webb och Christ. Polycarpaea tenuis ingår i släktet Polycarpaea och familjen nejlikväxter. Inga underarter finns listade i Catalogue of Life.